# Lucien Coutaud
Pour les articles homonymes, voir couteau (homonymie).
Lucien Coutaud, né le 13 décembre 1904 à Meynes (Gard), et mort le 21 juin 1977 à Paris 14e, est un peintre et graveur français.
Parallèlement à sa carrière de peintre, il a travaillé comme décorateur pour le théâtre, la danse et l'opéra et il a également eu une activité de cartonnier de tapisserie dans le contexte du renouveau de la tapisserie d'Aubusson.

## Biographie
En octobre 1924, à vingt ans, Coutaud monte à Paris. Il fréquente les académies de Montparnasse. Il y est accueilli par l’écrivain Marc Bernard. Ce jeune Nîmois s’intéresse aussi bien aux Primitifs du Louvre, qu’à Chirico, Max Ernst et Paul Klee. En 1925, il fait pendant ses vacances à Nîmes la connaissance d’André Fraigneau pour qui il illustre Spectacles, son premier livre publié par Jo Fabre. Il est reçu à l’École des Arts décoratifs. En 1926, sur les conseils d’André Salmon, il rencontre Charles Dullin qui lui demande de réaliser les décors et les costumes des Oiseaux, la pièce d’Aristophane, adaptée par Bernard Zimmer, alors qu’il part vers la fin de l'année effectuer son service militaire, d'abord à Saint Cloud, puis à Mayence en Rhénanie.
En avril 1928, il est de retour à Paris et, en 1929, peint ses premières toiles importantes : La Bicyclette, Femme et soldat, Soldats arrêtant une espionne, Jeune Fille aux trois roues. Rose Adler s’intéresse à son travail. 
En 1930, il réalise ses premières gravures, à la pointe sèche sur zinc : Souvenir de Rhénanie, Trois amazones, La Cycliste, Le Matin. Il entre en relation avec l'écrivain Jean Blanzat.
En 1931, la galerie des Quatre Chemins, à Paris, lui organise sa première exposition particulière. Il se lie d'amitié avec Jean-Louis Barrault qui fait ses débuts sur scène au Théâtre de l'Atelier.
En 1932, il travaille presque exclusivement à la gouache, peignant de nombreux bouquets de fleurs et de grandes compositions ésotériques. Décors et costumes pour Le Château des Papes d'André de Richaud mis en scène par Charles Dullin au Théâtre de l'Atelier. Décors pour Vénus et Adonis d'André Obey mis en scène par Michel Saint-Denis et représenté par la Compagnie des Quinze. Il s'intéresse aux activités du groupe surréaliste, lit Breton, Soupault, Aragon… mais ne s'engage pas tenant à garder son indépendance.
En 1933, il réalise des cartons de sièges pour Marie Cuttoli. En 1934, il expose un ensemble de gouaches et dessins, du 9 au 22 mars, à la galerie Vignon à Paris dirigée par Marie Cuttoli1.
En 1936, il épouse le 7 avril Denise Bernollin (1905-1986), une artiste parisienne rencontrée six ans auparavant.
La galerie Jeanne Bucher-Myrbor lui organise en novembre une exposition particulière.
Début 1937, il s'installe 7 rue Antoine-Chantin. Il exécute une grande peinture murale, Le mythe de Proserpine, pour le Palais de la découverte (elle sera détruite en août 1944, lors des bombardements de Paris).
Illustrations pour plusieurs plaquettes de poésie éditées par Guy Lévis Mano : 
- Suicide de Carlos Rodriguez-Pintos[N 2]
- Les barricades mystérieuses de Maurice Blanchard
- Quarante comptines nouvelles de Fernand Marc

Il contribue par une illustration au cahier édité à l'occasion des représentations d’Ubu enchaîné mis en scène par Sylvain Itkine à la Comédie des Champs-Élysées.
Au cours de la Seconde Guerre mondiale, Coutaud poursuit son activité de cartonnier de tapisserie pour la Compagnie des Arts Français dirigée par Jacques Adnet, tout en se consacrant surtout à la peinture. 
En 1941, il participe à l’exposition Vingt jeunes peintres de tradition française à la galerie Braune et il crée pour Barrault les décors, accessoires et costumes de 800 mètres, d’André Obey, jouée au stade Roland-Garros. 
En 1942, il réalise le carton de la tapisserie Orphée et les muses et à la fin de l’année, il s’installe au 26 rue des Plantes. 
En 1943, il conçoit les décors et costumes du Soulier de Satin de Paul Claudel, mis en scène par Jean-Louis Barrault à la Comédie française. Il est, en 1944, l'un des membres fondateurs du Salon de mai. 
En 1945, il expose une grande toile de 1944 au premier Salon de mai : Les Sept Fers. Il crée les décors et les costumes du Poète, un ballet de Boris Kochno, monté au théâtre Sarah Bernhardt par Roland Petit. Il séjourne à Collioure durant l’été à l’invitation de Willy Mucha. Il présente au Salon d'automne En rase campagne, jeune porteuse de pain métamorphosée en chaise.
En 1946, exposition particulière début mai à la galerie Roux-Hentschel à Paris. Nouveau séjour sur la côte catalane durant l'été. Il présente au Salon d'Automne une grande toile titrée L'Escalier de Mademoiselle Phèdre.
En 1947, exposition particulière galerie Bonaparte à Paris en janvier, et à la fin de l'année galerie Jérôme à Bruxelles. Il illustre de quatre eaux-fortes  Rue de la Gaîté, Voyage en Bourgogne  de Robert Desnos aux éditions Les 13 Épis. Il rencontre Boris Vian qui lui dédiera par la suite un poème intitulé  Les isles . Il se rend au mois d'août à Lacoste admirer et dessiner les ruines du château du Marquis de Sade.
En 1948, il signe les décors du ballet Jeux de printemps, mis en musique par Darius Milhaud à l’Opéra-Comique. Il passe l’été en Bretagne à Belle-Île-en-Mer. Il expose à la galerie Maeght à Paris pour la présentation de Ma civilisation de Gilbert Lely illustré de onze eaux-fortes réalisées l'année précédente. Alain Resnais tourne un film de court métrage sur son œuvre.
En 1949, il grave une importante eau-forte, Jeune personne des environs de Joucas, pour la Guilde Internationale de la Gravure. Deuxième séjour à Belle-Ile. Décors et costumes pour Elisabeth d'Angleterre de Bruckner mis en scène par Jean-Louis Barrault au Théâtre Marigny.
En 1950, il peint les décors et les costumes des Éléments, un ballet de Serge Lifar présenté au Festival musical de Versailles. La même année, il illustre Une saison en enfer d'Arthur Rimbaud, à la demande de la société Les Bibliophiles de France.
En 1951, il achève d’illustrer de sept eaux-fortes Une Saison en Enfer d'Arthur Rimbaud pour les Cent bibliophiles de France et Overseas Book-Lovers (New York). Il participe à de nombreuses expositions collectives : Tokyo, Londres, Buenos Aires, Sao Paulo. La galerie Rive Gauche lui consacre une rétrospective du 31 mai au 19 juin. Il peint durant l'été sur les bords de la Loire des « Loirarbres » et des « Citarbres ».
En 1952, il participe à Sarrebruck à l'exposition Peinture Surréaliste en Europe organisée par Edgar Jené. Un séjour à Trouville durant l'été lui fait découvrir la Manche. Il en rapporte de nombreuses gouaches. 
En 1953, une rétrospective lui est consacrée au Musée d'Art Moderne de Kamakura au Japon. il réalise les décors et costumes de Médée de Cherubini, interprétée par Maria Callas, mise en scène par André Barsacq, au Mai musical de Florence. Au retour de Florence, il séjourne à Venise au palais Polignac. Il participation à l'exposition « Art fantastique » organisée à Ostende. Premier séjour durant l'été dans sa résidence normande, proche de Villerville, face à l'estuaire de la Seine : le Cheval de brique. Ce lieu sera désormais sa principale source d'inspiration.
En 1954, il compose Aqua, un carton de tapisserie pour la Chambre syndicale de la sidérurgie française. Il participe toujours à de très nombreuses expositions. Il présente en particulier neuf toiles à la section Art Fantastique de la Biennale de Venise. Il peint plusieurs toiles importantes : Eroticomagie, Plage de l'Eroticomagie, Corrida Eroticomagique qui sera acquise par la Vicomtesse Marie-Laure de Noailles, Eroticomarine.
En 1955, il réalise des décors et costumes pour Protée de Paul Claudel. Exposition galerie Sagittarius à New York. Décors et costumes pour Jeanne d'Arc de Charles Péguy à la Comédie-Française.
En 1956, Paysage taurin exposé au Salon de mai est acquis par le Musée d'Art Moderne de la Ville de Paris. Il illustre de quatorze eaux-fortes Le Taureau blanc de Voltaire pour Les Bibliophiles Comtois.
En 1957, il continue à peindre de nombreuses scènes taurines et tauromachies. Le Château Fadaise, puis les poissons et les navires composés de corps entremêlés apparaissent dans ses œuvres.
En 1958, reprise du Soulier de Satin de Paul Claudel par Jean-Louis Barrault au Théâtre du Palais Royal pour laquelle il recompose les décors et les costumes. Il peint le 5 novembre le premier ange dédié aux Cathares.
En 1959, la galerie David et Garnier lui consacre une exposition particulière, essentiellement sur le thème des femmes-fleurs, personnages composés de pensées et d'iris.
En 1960, il peint les cartons de trois grandes tapisseries Jardins exotiques pour le Paquebot France. Décors et costumes pour La guerre de Troie n'aura pas lieu de Jean Giraudoux. Il se rend à Moscou et Leningrad pour la présentation de la pièce. Premier catalogue de son œuvre gravé et lithographié avec une préface de Jean Adhémar aux éditions Pierre Cailler à Genève. Après un séjour à Montauban, se rend à Montségur et en d'autres hauts lieux cathares. 
En 1961, il présente au Salon de mai Taureaumagie cathare. Exposition particulière au Musée d'Oberhausen. Le village de Sauve, ses fourches et le château de Roquevaire entrent dans sa peinture.
En 1962, exposition particulière en février galerie André Weil où figurent des Faucheurs de vagues et de Belles demoiselles de mer. Rétrospective en mai - juin au musée Galliera avec Félix Labisse et Robert Couturier. Il dessine l'épée d'académicien de Jean Guéhenno.
En 1963, il se rend au Japon où il expose à la galerie Nichido de Tokyo un ensemble de peintures et gouaches de 1957 à 1963, exposition présentée ensuite à Osaka et Nagoya.
En octobre, reprise du Soulier de Satin par Jean-Louis Barrault à l'Odéon-Théâtre de France pour laquelle il recompose à nouveau entièrement les décors.
En 1964, il participe à l'exposition Le Surréalisme. Sources, histoire, affinités à la galerie Charpentier à Paris.
Il invente les Nîmois et les Nîmoises, personnages souvent composés d'architectures.
Une monographie lui est consacrée par Pierre Mazars aux éditions Pierre Cailler.
Il est nommé en octobre professeur chef d'Atelier de gravure à l'eau-forte à l'École nationale supérieure des beaux-arts de Paris, poste qu'il occupera jusqu'en 1975.
En 1965, rétrospective du 3 juillet au 30 septembre au Château-Musée de Cagnes-sur-Mer. Il continue à peindre des Nîmoises et compose aussi des Normandes et des Damarbres. Se prend d'intérêt pour le mystère des Templiers.
En 1966, il s'installe en novembre, 8 rue Garancière, à proximité de la place Saint-Sulpice.
En 1967, le grand prix de peinture de la ville de Paris lui est attribué pour Pigeon du 25 juillet de 1966. Il voyage à Cuba en juillet avec les peintres du Salon de mai. En 1968, il participe en juillet à l'exposition Trésors du Surréalisme au casino de Knokke-le-Zoute. Il peint de nombreuses compositions sur le thème des mains et des oreilles.
En 1969, il découvre au début de l'année l'Ile de Jersey et ses cygnes. Importante rétrospective de ses œuvres du 27 juin au 30 septembre au musée Ingres à Montauban. Exposition galerie Goyert à Cologne du 6 novembre au 6 décembre. En 1970, il compose des roches, des maisons, des monuments faits de corps accumulés.
En 1971, il réalise un frontispice pour Château où Dieu est un Autre de René Nelli aux éditions Fata Morgana. Le Voyage dans la Lune de Cyrano de Bergerac qu'il illustre de vingt eaux-fortes est édité par le Club du Livre. Il peint en juillet une toile importante : Elles cherchent le crépuscule. À la fin de l'année le grand prix de l'Académie des beaux-arts lui est décerné.
En 1972, décors et costumes pour Socrate d'Erik Satie à l'Opéra de Marseille. Décors et costumes pour la Quatrième Journée du Soulier de Satin (ou Sous le vent des Iles Baléares) représentée en octobre au Théâtre d'Orsay par la Compagnie Renaud-Barrault.
En 1973 : exposition du 26 janvier au 24 février d'un ensemble de gouaches et gravures à la galerie Dantesca de Turin. Il peint plusieurs toiles sur le thème des dormeuses marines.
Lucien Coutaud meurt à Paris le 21 juin 1977. Selon sa volonté, il est inhumé dans le petit cimetière de Meynes auprès de sa mère.

## Le peintre de l'éroticomagie
Le style figuratif de Coutaud, qui évolue vers l’abstraction onirique, est proche d’un surréalisme aux thématiques et aux couleurs méridionales : poésie de la tauromachie, dramaturgie de la mort. Ce peintre-poète qui fut l’ami de Jean Blanzat, André Fraigneau, Marc Bernard, Jean-Louis Barrault, Óscar Domínguez, Paul Éluard, Pablo Picasso, Jacques Prévert, Boris Vian, Gilbert Lely, Jean Paulhan, Yves Tanguy, Félix Labisse et Jean-Paul Sartre ne cessa de revendiquer son indépendance.
Lucien Coutaud a inventé le concept d'« éroticomagie », peinture centrée sur un monde, sur un individu sans cesse livré à la métamorphose, mais toujours sexué, à l’image de la série des Taureaumagies, faites de corps entremêlés, ou de celle des Personnages-cygnes, et qui se sent poussé à se fondre, sans toujours y parvenir, et au risque de s’y perdre, en une communauté avec autrui. L’éroticomagie est la fusion charnelle et onirique de l’éros et de la magie, du réel et du rêve, du peintre et de son monde intérieur.
Lucien Coutaud a remarqué que « si l'on regarde longtemps un objet, il arrive un moment où l'attention se fatigue et où l'on ne pense plus à cet objet, mais à un autre, souvent très éloigné, parfois sans rapport avec le premier, mais auquel on pense avec plaisir. Il peint cette  association de l'objet réel et de l'objet qu'il imagine ». Il fait une autre remarque : « quand, après avoir longtemps contemplé un objet, l'attention se porte sur un autre, la forme du premier se communique au second. Elle le contamine. Si l'on prend, par exemple, la forme du taureau et celle du torero, et que l'on contemple l'homme avant la bête, celle-ci prend  un aspect humain. C'est ce qui explique que, pour représenter un taureau, Coutaud fasse un amalgame de corps humains auquel il ajoute deux cornes et des sabots ». Ainsi, observe Yvon Taillandier, « le taureau, symbole de la puissance virile, suggère à Coutaud l'idée de corps enlacés et emmêlés. De sorte que la scène de tauromachie devient, pour employer ce mot qu'il a inventé, une scène d'éroticomagie ».

## Les grandes périodes de la peinture coutaldienne

### La période rhénane (1927-1933)
Sur les toiles, on voit apparaître de nombreux personnages aux formes bleutées, hésitants, inquiets, vulnérables, des soldats, mais aussi des femmes, des espionnes. Déjà, l’angoisse, le monde clos le disputent à l’onirisme.

### La période ésotérique (1934-1939)
Ésotérisme ? L’œuvre de Coutaud, sans s’y rattacher directement, entretient une relation avec la magie, et aussi avec la tradition ésotérique, comme en témoigne, par exemple, son hommage à Joséphin Peladan, comprenant l’eau-forte sur cuivre Au Sar Péladan, de 1951, et l’huile sur toile Adorno dédié au Sar Péladan, de 1957. Outre la référence à l’extravagant Péladan, on retrouve chez Coutaud des œuvres-hommages, telles que les tapisseries La Main magique (1944), La Chiromancie (1946), lecture divinatoire de la main, ou La Cartomancie (1946), art divinatoire par les cartes et le tarot ; ou, encore, La Lune noire (1951). 
Coutaud a son surréalisme à lui, en retrait du mouvement du même nom ; il en va de même, du point de vue de la magie et de l’ésotérisme.

### La période métaphysique (1940-1948)
Il recommence à peindre, dorénavant des natures mortes aux fruits tranchés qui reflètent parfaitement son état d’esprit comme celui, dramatique, de l’époque. La rencontre avec Paul Éluard s’avère fructueuse et empreinte d’une amitié et d’une admiration réciproques. Le poète n’apposera pas à la légère sa dédicace, sur un exemplaire du Livre ouvert : « À Lucien Coutaud que j’admire ». 
Le Voleur, gouache sur carton de 1941, est historique car, en 1941, Coutaud l’expose dans le cadre de l’importante et célèbre exposition qui fait date, « Vingt jeunes peintres de tradition française », qui se tient à la galerie Braun, à Paris, et qui est la première manifestation de la peinture d’avant-garde française, résistant à l’idéologie nazie de l’« art dégénéré ». 
Dans sa période métaphysique, ainsi baptisée par Georges Limbour, la période la plus historique de Coutaud, l’artiste ne peint plus les objets mais, bien souvent, leur charpente. Son univers recrache le réel, celui des pièces closes, des armoires hérissées de pointes, des villes désertes aveuglées par les rayons des projecteurs (des miradors), des paysages chaotiques ; toute structure n’est plus, désormais, que décharnée. La création de Coutaud prend toute son ampleur, se diversifie, s’impose par ses recherches et la puissance de sa thématique. 
Cette période reflète les angoisses du peintre et le traumatisme de la guerre. Elle demeure, avant tout, celle des portes closes, des êtres métalliques, des fruits vidés de leur substance, des villes soumises à la terreur.

### Belle-Île-en-Mer (1948-1949)
Dans un premier temps, le tableau est constitué de plages jonchées de rochers. L’humain ne transparaît dans ce décor que par le truchement de formes anthropomorphes, que le peintre donne aux masses rocheuses. Dans un deuxième temps, les plages commencent à se peupler d’êtres hybrides, mélange de corps humains et de structures minérales fossilisées ; êtres sans épaisseur souvent troués ou ponctués de taches noires, comme dans Baigneurs aux points noirs, composés de parties parfois séparées les unes des autres et hérissées de pointes ; personnages parcourant ces étendues désolées en de silencieuses courses ou occupés à de mystérieuses besognes, comme dans Le Repasseur marin. 
Plus tard, en 1951, séjournant à Cropet, village situé sur la rive nord de la Loire, à une quinzaine de kilomètres à l’ouest d’Orléans, Coutaud, poursuivant son travail de fusion et de transmutation entre humain, minéral, végétal, et jouant avec les mots comme avec les formes, inventera les Loirarbres et les Citarbres, une série directement inspirée par les verts du paysage et les miroirs d’eau du fleuve. 

### Le Cheval de Brique (1952-1977)
Maison ? Il s’agit plutôt des communs et des écuries d’une propriété dont l'habitation principale a été détruite par un bombardement à la Libération. Lorsqu’il visite pour la première fois la propriété, Coutaud aperçoit un tas de briques et un cheval dans l’écurie : il baptise la maison « le Cheval de Brique ». 
Sur les toiles de cette période, baigneurs et baigneuses s’enfoncent dans le sable, au milieu des « faucheurs de vagues ». Les couleurs sont vives, allant des dégradés de terre d’ombre aux bleus outremer, en passant par les ocres jaunes, les rouges vermillon ou les indigos. L’érotisme est omniprésent, notamment dans les « Taureaumagies ». Fascinante, l’ambiance n’en est pas moins inquiétante avec ce regard pessimiste que le peintre porte sur un monde toujours clos et sans espoir. Les toiles influencées par le Cheval de Brique vont s’accumuler, inaugurant un renouvellement total des formes et de nombreuses inventions. 
La suite, ce sera notamment les séries suivantes : « Les Tauromachies » (1953) ; « L’Éroticomagie » (1954) ; « Les Taureaumagies » (1956) ; « Les Oiseaux fleuris » (1958) ; « Les Personnages-poissons » (1958) ; « Les Femmes-fleurs » (1959) ; « Les Cathares » (1959) ; « Le Château des Fourches » (1960) ; « Les Faucheurs de vagues » (1961) ; « Les Belles Demoiselles de mer » (1961) ; « Les Personnages architectures » (1964) ; « Les Damarbres » (1965) ; « Les Compositions aux mains et aux oreilles » (1968) ; « Les Personnages-cygnes » (1969) ; « Les Dormeuses marines » (1973) ou « Les Baigneuses du Cheval de Brique » (1974). 
Coutaud se rend pour la dernière fois, du 14 au 20 mars 1977, au Cheval de Brique. Le 21 juin, il meurt à Paris. Denise, son épouse, lui survivra près de neuf ans. Elle meurt à Paris le 3 mars 1986, à la veille d’une rétrospective consacrée à son mari.
Ironie du sort, le Cheval de Brique, revendu le 20 avril 1978, disparaît dans la nuit du 13 janvier 1982, emporté vers la mer par un glissement de terrain.

## Postérité
Depuis la disparition de Coutaud, en 1977, le département des Arts du spectacle de la Bibliothèque nationale de France s’est enrichi de nombreuses pièces grâce aux donations de sa veuve. Des donations ont aussi été faites au musée national d'art moderne à Paris (L’Escalier de mademoiselle Phèdre, 1946), au musée départemental de la tapisserie à Aubusson (quasiment tout ce qui concerne le travail de Coutaud pour la tapisserie et la décoration), au musée des beaux-arts de Nîmes (Taureaumagie cathare, 1961 ; Un quinze août nîmois, 1966) et au musée Eugène-Boudin à Honfleur (Les cinq Honfleurais du 15 août, 1962 ; Fragment de plage, 1974).
De nombreux musées ou institutions conservent des œuvres de Lucien Coutaud. Ses archives ont été déposées à la bibliothèque du Carré d’art de Nîmes.
« Dès le tout premier contact avec sa peinture, écrit Jacques Lagarde, un mot vient à l'esprit immédiatement : Surréalisme », alors que Lucien Coutaud lui-même a réfuté toute appartenance à ce mouvement : « Toute sa vie, le peintre est le chroniqueur d'un univers dont il est le seul à avoir l'accès. Catalogué dans les décorateurs en tout genre, notamment en raison de sa collaboration avec le théâtre et l'exécution de nombreux cartons de tapisserie, Coutaud, selon Jacques Lagarde, ne comprenant rien à notre univers, en a découvert un à sa mesure et en est devenu l'échotier silencieux et scrupuleux, bâtissant petit à petit son œuvre dans l'angle mort des projecteurs de l'histoire de l'art du vingtième siècle ».

## Réception critique
- « Comme Antonin Artaud, comme Charles Dullin, notamment, qui, de leur vivant, furent ses amis, Coutaud éprouve une inquiétude qui l'incite à trouver le monde mal fait et lui inspire le désir de le modifier et de le reconstruire selon ses goûts. Sa peinture offre des images du monde tel qu'il voudrait qu'il fût. Portant, Coutaud n'aime pas les contes de fées. En effet, ce n'est pas d'eux qu'il s'inspire, mais seulement des diverses transformations que subissent les spectacles qui se présentent à lui quand il les regarde longuement… La peinture de Coutaud suggère  donc avec force deux idées exaltantes : la première est que la principale qualité du peintre et, par extension, de l'homme est sa capacité d'inventer, qui lui permet de bouleverser totalement l'aspect du monde. La seconde idée est celle d'un espace infini ouvert à cet esprit d'invention. » - Yvon Taillandier[2]
- « Peinture fantastique, peuplée de formes déchiquetées, de fleurs humaines et de personnages végétaux, art inventif et aigu, baroque et surréalisant, presque toujours placée sous le signe d'Éros… Si la production multiforme de Coutaud, que l'on classe arbitrairement parmi les surréalistes (ce dont il se défendait), ne fait pas l'unanimité, il faut lui reconnaître les qualités d'un metteur en scène de l'univers onirique. Charles Dullin a encouragé la vocation de décorateur de théâtre de Coutaud. » - Gérald Schurr[6]
- « Les mythes tauromachiques et maritimes dictent une dramaturgie sur laquelle se greffent ses interrogations sur le double et sur l'identité. Dans un labyrinthe se déroulent les cérémonies rituelles pour une impossible évasion. Le Minotaure, le cheval, les femmes-fleurs exorcisent la mort et la vie antérieure pour donner naissance au corps scindé, vidé de sa substance, réduit au squelette. L'océan breton a accentué l'ambiguïté entre le végétal et le minéral, tandis que le combat amoureux exacerbe un érotisme où le meurtre est l'ultime étape d'une transmutation allant jusqu'à la minéralisation des personnages. Le monde cathare de Coutaud porte la transcendance du univers constitué de lambeaux du réel. Le isage devenu une fleur, les dames des planches, les rochers anthropomorphes, les coquillages, les toreros, tous subissent l'épreuve du temps. Des métamorphoses existentielles et lyriques desquelles Arcimboldo, Masson, Picasso, Ernst, mais aussi Lautréamont, Roussel et Cocteau ne sont pas si éloignés. » - Lydia Harambourg[7]

## Œuvres

### Décors, costumes
- 1928 
  - Décors et costumes pour Les Oiseaux d'après Aristophane, adaptation libre de Bernard Zimmer, mise en scène de Charles Dullin, Théâtre de l'Atelier[2].
  - Décors pour A quoi penses-tu ? de Steve Passeur, mise en scène de Charles Dullin, Théâtre de l'Atelier.
- 1929 
  - Reprise des décors et costumes pour Les Oiseaux dans une mise en scène de Fournier, Comédie de Genève.
- 1931 
  - Décors et costumes pour La Vie en rose d'Armand Salacrou, mise en scène de Michel Saint-Denis, Théâtre du Vieux-Colombier.
- 1932 
  - Décors pour Il faut qu’une porte soit ouverte ou fermée d’Alfred de Musset, mise en scène de Charles Dullin, Théâtre de l’Atelier.
  - Décors et costumes pour Le Château des Papes d'André de Richaud, mise en scène de Charles Dullin, Théâtre de l'Atelier.
  - Décors pour Vénus et Adonis d'André Obey, mise en scène de Michel Saint-Denis, Théâtre de l'Atelier.
- 1938 
  - Décors et costumes pour Plutus d'après Aristophane, adaptation libre de Simone Jollivet, mise en scène de Charles Dullin, Théâtre de l'Atelier.
  - Décors et costumes pour As you like it de William Shakespeare, mise en scène de Jacques Copeau, IVe Mai Musical Florentin[2].
- 1940 
  - Costumes pour Variations romantiques, ballet de Serge Lifar, sur une musique de Gabriel Fauré, Château-Bagatelle, le théâtre libre de la danse.
  - Costumes pour Le beau Danube bleu, ballet de Serge Lifar, sur une musique de Johann Strauss, Château-Bagatelle, le théâtre libre de la danse.
- 1941 
  - Décors, costumes et accessoires pour Huit cents mètres d'André Obey, mise en scène de Jean-Louis Barrault, Stade Roland Garros.
- 1943 
  - Décors et costumes pour Le Soulier de Satin de Paul Claudel, mise en scène de Jean-Louis Barrault, Comédie-Française.
- 1945 
  - Décors et costumes pour Le Poète, ballet de Boris Kochno et Roland Petit, sur une musique de Benjamin Godard, Théâtre Sarah-Bernhardt.
- 1948 
  - Décors et costumes pour Jeux de Printemps, ballet de Jean-Jacques Etchevery, musique de Darius Milhaud, Opéra Comique.
- 1949 
  - Décors et costumes pour Elisabeth d'Angleterre de Ferdinand Bruckner, mise en scène de Jean-Louis Barrault, Théâtre Marigny.
- 1950 
  - Décors et costumes pour Les Éléments, ballet de Serge Lifar, sur une musique de Jean-Féry Rebel, Festival musical de Versailles.
- 1953 
  - Décors et costumes pour Medea, opéra de Luigi Cherubini, mise en scène d'André Barsacq, XVIe Mai Musical Florentin.
- 1954 
  - Décors et costumes pour le Seigneur de San-Gor de Gloria Alcorta, mise en scène d'Henri Rollan et Jacques Mauclair, Théâtre des Arts.
- 1955 
  - Décors et costumes pour Protée de Paul Claudel, mise en scène de Raymond Gérôme, Comédie de Paris.
  - Décors et costumes pour Jeanne d'Arc de Charles Péguy, mise en scène de Jean Marchat, Comédie-Française.
- 1958 
  - Décors et costumes pour Le Soulier de Satin de Paul Claudel, mise en scène de Jean-Louis Barrault, Théâtre du Palais Royal.
- 1960 
  - Décors et costumes pour La guerre de Troie n'aura pas lieu de Jean Giraudoux, mise en scène de Jean Le Poulain, Troupe du Vieux-Colombier en tournée en URSS (Moscou et Leningrad).
- 1963 
  - Décors et costumes pour Le Soulier de Satin de Paul Claudel, mise en scène de Jean-Louis Barrault, Odéon-Théâtre de France.
- 1972 
  - Décors et costumes pour Socrate d'Erik Satie, mise en scène de Louis Ducreux, chorégraphie de Jorge Garcia (chorégraphe), Opéra de Marseille.
  - Décors et costumes pour Sous le vent des Iles Baléares (quatrième journée du Soulier de Satin), mise en scène de Jean-Pierre Granval, Compagnie Renaud-Barrault à la Gare d'Orsay.

### Tapisseries
- 1935 
  - Le général Négrier découvre la côte algérienne. 2,60 × 4,22 m, tissée à un exemplaire à Aubusson, commande pour la Salle du Conseil de la Mairie de Philippeville en Algérie par l'intermédiaire de Marie Cuttoli1. Œuvre conservée à l’Hôtel de Ville de Skikda en Algérie (anciennement Philippeville).
  - Paul et Virginie. 1,80 × 1,70 m, tissée à un exemplaire à Aubusson, commande de Marie Cuttoli1. Collection particulière.
- 1939
  - Travestis. 2,20 × 2,00 m, tissée à deux exemplaires à l'École nationale d'art décoratif d'Aubusson. Un exemplaire figure dans les collections de l’ENAD à Aubusson.
- 1940 
  - Musique de chambre. 2,00 × 1,90 m, tissée à dix exemplaires par l'atelier Pinton à Felletin pour la Compagnie des arts français.
- 1941 
  - La Pluie et le Beau Temps. 2,00 × 2,98 m, tissée à dix exemplaires par l'atelier Pinton à Felletin pour la Compagnie des arts français.
- 1942 
  - Orphée et les Muses. 2,40 × 2,65 m, tissée à douze exemplaires par l'atelier Pinton à Felletin pour la Compagnie des arts français. Un exemplaire supplémentaire plus large, 2,40 × 3,38 m, comporte une bordure ajoutée de chaque côté.
- 1943
  - Le Piano des villes. 2,40 × 1,43 m, tissée à deux exemplaires par l'atelier Pinton à Felletin pour la Compagnie des arts français.
  - La Harpe des eaux. 2,40 × 1,43 m, tissée à deux exemplaires par l'atelier Pinton à Felletin pour la Compagnie des arts français.
- 1944 
  - La Main magique. 2,80 × 3,40 m, tissée à trois exemplaires par l'atelier Pinton à Felletin pour la Compagnie des arts français.
- 1945
  - L’Après-midi vert. 2,80 × 2,25 m, tissée à trois exemplaires par l'atelier Pinton à Felletin pour la Compagnie des arts français.
  - La Jeune Endormie. 2,80 × 2,25 m, tissée à trois exemplaires par l'atelier Pinton à Felletin pour la Compagnie des arts français.
- 1946.
  - La Cartomancie. 2,80 × 0,90 m, tissée à quatre exemplaires par l'atelier Pinton à Felletin pour la Compagnie des arts français.
  - La Chiromancie. 2,80 × 0,90 m, tissée à trois exemplaires par l'atelier Pinton à Felletin pour la Compagnie des arts français.
  - La Pluie. 2,80 × 0,75 m, tissée à trois exemplaires par l'atelier Pinton à Felletin pour la Compagnie des arts français.
  - La Neige. 2,80 × 0,75 m, tissée à trois exemplaires par l'atelier Pinton à Felletin pour la Compagnie des arts français.
- 1948
  - Les Jeux ou Passe-temps. Huit cartons tissés par l'atelier Pinton à Felletin pour la Compagnie des arts français sous forme de deux paravents huit feuilles de 1,90 × 0,67 m et onze montages en tapisserie murale de un, deux, trois ou quatre panneaux, l'artiste ayant plusieurs fois modifié l'ordre et le choix des panneaux.
- 1949
  - Calypso. 2,10 × 3,10 m, tissée à un exemplaire par l'atelier Pinton à Felletin pour la Compagnie Pechiney.
- 1950
  - Instruments de musique lunaire. 1,32 × 2,70 m, tissée à cinq exemplaires par l'atelier Pinton à Felletin.
- 1952
  - Le soleil chasse les étoiles. 2,00 × 2,53 m, tissée à deux exemplaires par l'atelier Pinton à Felletin, le premier en 1952 pour le Mobilier national.
  - Harpe marine ou Harpe lunaire. 1,51 × 1,78 m, tissée à deux exemplaires ou plus par l'atelier Pinton à Felletin, dont un exemplaire pour le Mobilier national.
- 1954
  - Aqua. 2,80 × 3,60 m, tissée à un exemplaire par l'atelier Pinton à Felletin pour la Chambre syndicale de la sidérurgie française.
- 1956 
  - Le Violon fleuri ou Le Violon printanier. 1,34 × 1,97 m. Deux ateliers différents ont tissé cette œuvre : Braquenié à Malines et Pinton à Felletin. La différence de titre correspond à une variante dans les losanges de la bordure du haut : visages humains dans Le Violon printanier, silhouettes dans Le Violon fleuri. Trois exemplaires pour Le Violon fleuri et trois exemplaires pour Le Violon printanier.
  - Les Poissons des trois lunes. 1,44 × 1,94 m, tissée à trois exemplaires par l'atelier Braquenié à Aubusson.
- 1960
  - Jardins exotiques I, II, III ou Jardins tropicaux. 2,63 × 1,90 m. Ces trois tapisseries ont été tissées par l'Atelier Hamot à Aubusson pour le paquebot France de la Compagnie Générale Maritime.

### Bibliophilie
- Vingt fables de La Fontaine (sous la direction de Jean Cassou, au profit de la Croix-Rouge française), lithographies originales par Yves Alix, Alexander Calder, Cassandre, Jules Cavaillès, Antoni Clavé, Paul Colin, Lucien Coutaud, Salvador Dali, Hermine David, André Dunoyer de Segonzac, Valentine Hugo, Félix Labisse, Jacques Lagrange, André Marchand, Édouard Pignon, Dom Robert, Georges Rohner, Marc Saint-Saëns et Louis Touchagues, quarante et un exemplaires numérotés, éditions C. de Acevedo, 1966.

### Écrit
- Lucien Coutaud, « Peinture et théâtre », dans ouvrage collectif sous la direction de Gaston Diehl, Les problèmes de la peinture, Éditions Confluences, 1945.

## Collections publiques
- Angers, musée Jean-Lurçat
  - L’Après-midi vert, 1945, tapisserie
  - La Jeune Endormie, 1945, tapisserie
- Arles, musée Réattu
  - Bretagne, huile sur toile, 1948
- Aubusson, musée départemental de la tapisserie
  - La Jeune Endormie, 1945, tapisserie
- Beauvais, musée départemental de l'Oise
  - La Répétition, gouache sur panneau, 1934
- Bruxelles, musées royaux des beaux-arts - musée d'art moderne
  - Le Marquis et son château, huile sur toile, 1947
- Bucarest (Roumanie), Musée de la Littérature roumaine
  - Marine, huile sur toile, 1937
- Céret, musée d'art moderne
  - Visage d'un inconnu, gouache et collage sur papier, 1946
- Genève, Fonds municipal d'art contemporain
  - La Main magique, 1944, tapisserie
- Grenoble, musée de peinture et de sculpture
  - Dame dans l'escalier, gouache sur carton, 1933
  - Adorno dédié au Sar Péladan, huile sur toile, 1957
- Honfleur, musée Eugène-Boudin
  - Les Cinq Honfleurais du 15 août, huile sur toile, 1962
  - Fragment de plage, gouache sur papier, 1974
- Kamakura, Museum of Modern Art (en)
  - Place du mois d'Août, essencerelle sur papier, 1944
- Liège, musée d'art moderne
  - La Table bleue, huile sur toile, 1945
- Lyon, musée des beaux-arts
  - L'Enfant et la Fille en blanc, huile sur toile, 1946
- Menton, musée des beaux-arts Palais Carnoles
  - L'Armoire blanche, huile sur toile, 1946
- Montauban, musée Ingres
  - Étude pour le cirque, encre de Chine et lavis, 1962
  - Elles parlaient, gouache sur papier, 1963
  - Demoiselles en bleu de juin, gouache sur papier, 1966
- Nîmes, musée des beaux-arts
  - Autoportrait, huile sur toile, non datée (1924)
  - Sans titre, gouache en grisaille, 1939
  - Taureaumagie cathare, huile sur toile, 1961
  - Un quinze août nîmois, huile sur toile, 1966
  - Les Jeux ou Passe-temps, 1948, tapisserie
- Nogent-sur-Seine, musée P. Dubois - A. Boucher
  - Accordéoniste, huile sur toile, 1925
- Oberhausen, Städtische Galerie 
  - Les Pavots d'août, huile sur toile, 1958
- Ohara, Ohara Museum of Art
  - Dame Loirarbre, huile sur toile, 1951
- Paris, Institut national des sourds-muets : Jeux et Travaux, peinture murale
- Paris, Faculté de pharmacie de Paris[8]
- Paris, musée national d'art moderne, Centre Georges-Pompidou 
  - La Jupe verte, huile sur toile, 1945
  - L'Escalier de Mademoiselle Phèdre, huile sur toile, 1946
  - Le Retour du fils prodigue, gouache sur papier, 1959
- Paris, musée d'art moderne de la ville de Paris
  - À droite l'homme gris foncé paraît, huile sur toile, 1952
  - Paysage taurin, huile sur toile, 1956
  - Pigeon du 25 juillet, huile sur toile, 1966
- Pully (Suisse), Musée d'art[9]
- Rio de Janeiro, musée d'art moderne
  - Jeune Porteuse de pain métamorphosée en chaise, huile sur toile, 1945 (toile détruite en 1978 dans l'incendie du musée)
- Sarrebruck, Saarland Museum
  - Elle a trouvé, gouache sur papier, 1950
- Toledo, Toledo Museum of Art
  - Sans titre (composition au bateau), gouache sur carton, non datée (1931)

## Salons
- Salon de mai
- Salon des peintres-graveurs français
- Salon des surindépendants en 1935

## Expositions particulières
- 1931 : galerie des Quatre Chemins, Paris
- 1932 : galerie Gimpel, Paris
- 1934 : galerie Vignon, Paris
- 1936 : galerie Jeanne Bucher-Myrbor, Paris
- 1946 : galerie Roux-Hentschel, Paris
- 1947
  - Galerie Bonaparte, Paris
  - Galerie Jérôme, Bruxelles
- 1948 : galerie Maeght, Paris
- 1951 : galerie Rive Gauche, Paris
- 1952
  - Guilde internationale de la gravure, Genève
  - Galerie La Sirène, Bruxelles
  - Galerie Moderne, Stockholm
- 1953
  - Musée d'art moderne, Kamakura
  - Bridge Stone Gallery, Tokyo
- 1954 :
  - Galerie des Quatre Vents, Caracas
  - Galerie Marcel Guiot, Paris
- 1955 : Sagittarius Gallery, New York
- 1959 : galerie David et Garnier, Paris
- 1960
  - Galerie Sagot - Le Garrec, Paris
  - Galerie Chappe-Lautier, Toulouse
- 1961 : Stadtische : galerie Schloss, Oberhausen
- 1962 :
  - Galerie André Weil, Paris
  - Musée Galliera, Paris
  - Galerie Aktuaryus, Strasbourg
- 1963 : galerie Nichido, Tokyo, Osaka, Nagoya
- 1964 : galerie Sagot - Le Garrec, Paris
- 1965 :
  - Galerie Chappe-Lautier, Toulouse
  - Rétrospective au château-musée de Cagnes-sur-Mer
- 1967 : galerie Lucie Weill, Paris[10]
- 1969 :
  - Rétrospective au musée Ingres, Montauban
  - Galerie Goyert, Cologne
- 1972 : 
  - La Galerie, Nîmes
  - Galerie André Weil, Paris
- 1973 : galerie Dantesca, Turin
- 1974 : galerie Françoise Tournié, Paris[11]
- 1975 : galerie 3 + 2, Paris
- 1976 :
  - Galerie Saint-Michel, Luxembourg
  - Galerie des Grands Augustins, Paris
- 1980 : galerie Sagot - Le Garrec, Paris
- 1985 : galerie Isy Brachot, Bruxelles
- 1986 : galerie Isy Brachot, Paris
- 1988 : « Lucien Coutaud – Œuvre tissé », musée départemental de la tapisserie d'Aubusson
- 1989 :
  - « Lucien Coutaud - Gravures et dessins dans les collections des musées de la ville de Nîmes », musée du Vieux Nîmes
  - « Rétrospective Lucien Coutaud - Exposition de cent vingt œuvres majeures : dessins, aquarelles, gouaches, peintures, sculptures, tapisseries », Drouot-Montaigne, 15 avenue Montaigne, Paris, septembre 1989[5]
- 1992 : galerie Barès, Paris
- 1994 : Rétrospectives au Centre Georges Pompidou et à l'hôtel de ville de l'Anglet
- 1997 :
  - « Lucien Coutaud et le monde des lettres », bibliothèque de Nîmes - Carré d’Art, Nîmes
  - « Lucien Coutaud - Les années métaphysiques », galerie Marion Meyer, Paris
- 1999 : Rétrospective au musée des beaux-arts, Menton
- 2001 : « Lucien Coutaud - Les années du Cheval de Brique », galerie Minsky, Paris
- 2004 :
  - « Lucien Coutaud décorateur », musée départemental de la tapisserie d'Aubusson
  - « Lucien Coutaud peintre de l’Estuaire », galerie Boudin, Honfleur
  - « Lucien Coutaud, scénographe de l’insolite et du merveilleux », musée de l’Opéra, Paris
  - « Hommage à Lucien Coutaud », galerie des Modernes, Le Louvre des Antiquaires, Paris
  - « Lucien Coutaud et la Peinture », Le musée des beaux-arts hors les murs, école des beaux-arts, Nîmes
  - « Lucien Coutaud et le Théâtre », musée du Vieux Nîmes, Nîmes
- 2006 : galerie Barès, Paris
- 2007 : « Lucien Coutaud - Un rêve surréaliste », galerie Les Yeux Fertiles, Paris[7]
- 2009 : « Lucien Coutaud », galerie Pour Que l’Esprit Vive, Paris
- 2010 : « Lucien Coutaud - Rêveries normandes entre Honfleur et Deauville », galerie Broomhead Junker, Deauville[12]
- 2011 :
  - « Lucien Coutaud - Les Tissages du Rêve », galerie Les Yeux Fertiles et galerie Plaisance, Paris
  - « Lucien Coutaud - Dessins des années 1930 », galerie Broomhead Junker, Deauville[12]
- 2014 : 
  - « Lucien Coutaud - Etudes pour Franz Kafka », Galerie Cour 16, Paris.
  - « Lucien Coutaud », Galerie Béatrice Bellat, Paris.
  - « Lucien Coutaud », Galerie Broomhead Junker, Deauville[12]
  - « Lucien Coutaud. Peintre du Surréel », Musée des Beaux - Arts, Gaillac

- 2018 :
  - « Lucien Coutaud - Les années du Cheval de Brique », Musée Villa Montebello, Trouville.
  - « Lucien Coutaud », Galerie Broomhead Junker, Deauville[12].
- 2023 : 
  - « Lucien Coutaud - Le Maître du Surréel », Une collectio particulière, Galerie des Moderne, Paris

## Récompenses
- 1951 : primé à la 1re biennale de peinture de France de Menton
- 1952 : prix Daumier de la gravure
- 1964 : premier prix de la 5e biennale de Menton, conjointement avec Olivier Debré
- 1967 : grand prix de peinture de la ville de Paris
- 1971 : grand prix de l'Institut des beaux-arts[13]

## Décorations
- Officier de l'ordre des Arts et des Lettres (1963)[14] ; chevalier (1957)[15]